# Tobias Salquist
Tobias Salquist, né le 18 mai 1995 à Ikast au Danemark, est un footballeur danois. Il évolue au poste de défenseur central à Fire de Chicago.

## Palmarès
- Finaliste de la Coupe du Danemark en 2018 avec le Silkeborg IF